# Santa Maria de Viseu
Santa Maria de Viseu est une paroisse civile (en portugais : freguesia) de la municipalité portugaise de Viseu, dans le district de Viseu et la région Centre.
Très vivante et connue pour ses nombreux événements culturels, elle constitue, avec les paroisses voisines de São José et Coração de Jesus, le centre historique de la ville de Viseu.
Dotée de petites ruelles anciennes et de maisons en granite et chaux, Santa Maria se voit un peu secouée vers le mois de septembre à l'occasion de sa foire annuelle (Feira de S. Mateus) mais elle possède d'autres atouts comme ses monuments historiques tels que le Muséum de G. Vasco, la cathédrale (Adro da Sé) ainsi que ses petits jardins et ses restaurants gastronomiques très appréciés. Les habitants de Viseu s'appellent Viseenses.